# Oecetis kateae
Oecetis kateae là một loài Trichoptera trong họ Leptoceridae. Chúng phân bố ở miền Australasia.